# 1957年香港
|        | 香港歷史 \| 香港歷史年表                                                                                                   |
| 世紀： | 19世紀香港 \| 20世紀香港 \| 21世紀香港                                                                                     |
| 年代： | 1920年代香港 \| 1930年代香港 \| 1940年代香港 \| 1950年代香港 \| 1960年代香港 \| 1970年代香港 \| 1980年代香港               |
| 年份： | 1953年香港 \| 1954年香港 \| 1955年香港 \| 1956年香港 \| 1957年香港 \| 1958年香港 \| 1959年香港 \| 1960年香港 \| 1961年香港 |
| 紀年： | 丁酉年（鸡年）、香港開埠116周年、香港重光12周年                                                                            |

## 政府

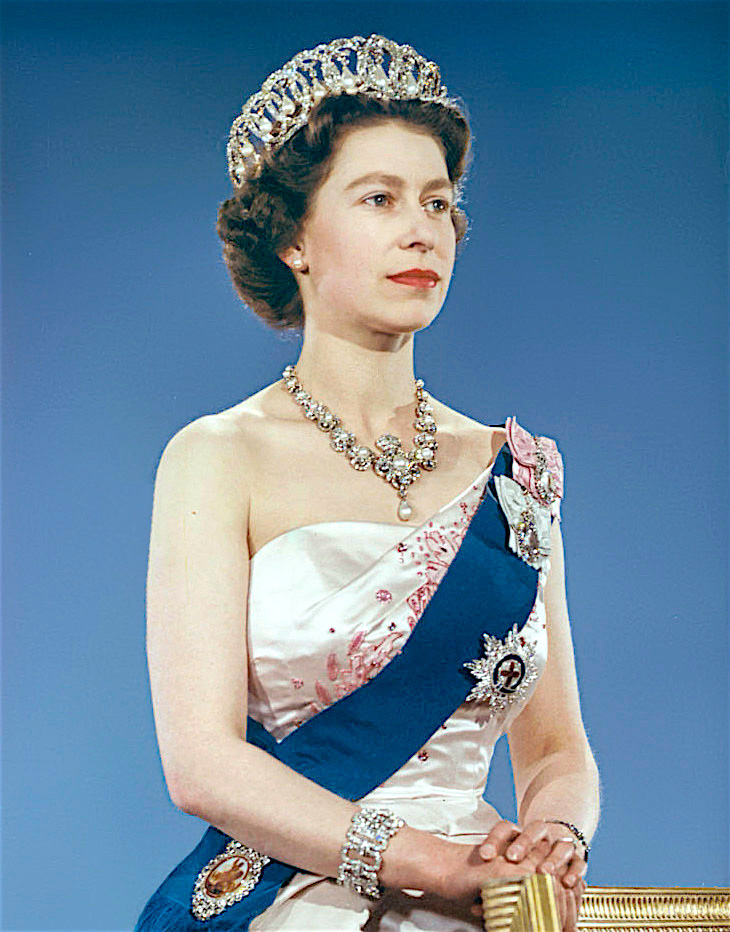
英国君主：伊丽莎白二世

## 大事記
- 1月21日，深水埗大坑西大火，焚屋14間，2死2傷。
- 2月11日：
  - 囤積在西伯利亞東面的大片寒流南下[1]，在華南廣泛地區徘徊後進入香港，香港市區錄得氣溫最低為攝氏2.4度，創下香港自1884年有氣溫紀錄以來的2月份市區最低溫度，及歷來全年市區第二低溫記錄（僅次於1893年1月18日所錄得的0.0度），石崗地面更只有0.6度，新界山頭多處降雪，尤以大嶼山最為嚴重，鳳凰山及大東山山頂對落約150米均有積雪[2]，其他山頭植物則披上冰或霜，新界農作物受損失收，大量養殖家禽凍斃，百餘人冒寒在堅尼地城鐘聲泳棚游冬泳，統計全港共14人在2月11至12日期間的寒流下因體溫過低喪命。澳門市區更跌至接近冰點的0.3度，為當地自1948年1月以來的最低溫[3]，山頂醫院天台結上2厘米厚薄冰，從香港來澳遊客銳減至只有千餘人，入夜後商店均提早關門，市面冷清，寒流下澳門有一人凍斃。[4][5][6]
  - 嚴寒下，香港發生多宗火警，其中赤柱監獄火勢較大，下午5時50分監獄內一個貯存囚犯製作的工藝品之貨倉突然起火，半小時後，4輛滅火車及1架救護車分別由灣仔及中環趕到，晚7時許後火勢受控，惟餘燼導致大量白煙飄浮赤柱半空，至8時多才完全撲滅。[7]
- 2月13日，發生廣東道木樓大火，釀成59死10傷慘劇[8]。
- 2月20日，聖士提反里共和台8號三樓。一對男女不和，男子用東洋刀刺死女子，並將死者從共和台天台拋落街上。
- 3月21日，荃灣華人永遠墳場山泥傾瀉，2工人活埋喪生。
- 4月4日，筲箕灣西大街木樓爆炸大火，3死3傷。
- 5月21日－5月29日，暴雨成災，25死8失蹤。[9][10]
- 5月25日，兩童在永樂街家中用膳期間中毒斃命。
- 5月29日，香港首間電視台麗的映聲（現稱亞洲電視）啟播[11]，初時為收費電視，1973年12月1日[12]改為免費電視至今。
- 6月4日，石硤尾佛堂路35號A木屋發生斬傷母嬰案。[13]
- 6月10日，西環押送牛隻時，有一頭牛失去控制狂奔，被警員擊斃。[14]
- 6月13日，太子道大火，5死5傷。[15]
- 6月23日，4名小童先後溺斃。

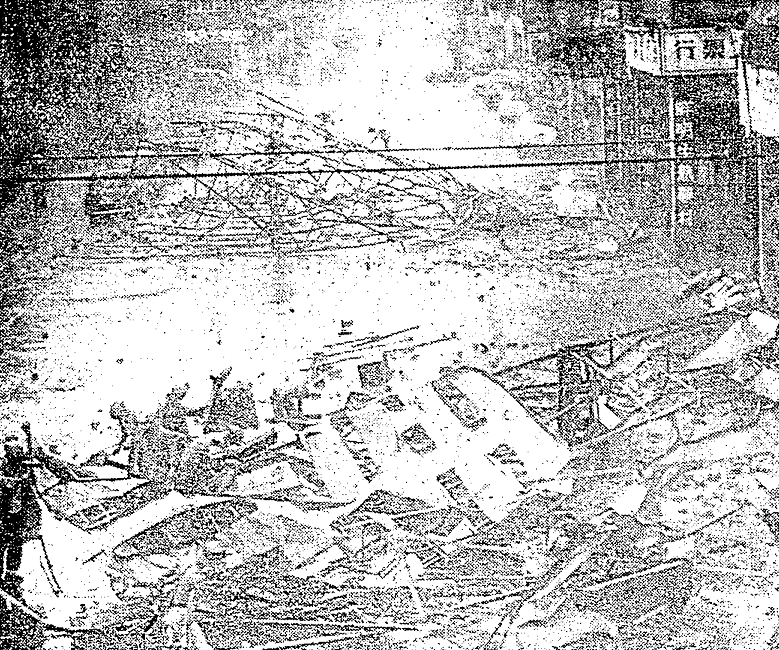
姬羅莉亞正面襲港，灣仔有廣告鐵架從大廈屋頂墜下街上，1人受傷

- 7月15日，女傭被姦殺，裸屍於半山遮打徑山溝草叢中。
- 9月5日，皇后大道西一六三號一幢三層木樓倒塌。[16]
- 9月15日，九龍仔大坑東徒置大廈F座發生謀殺案。[17]
- 9月22日，颱風姬羅莉亞正面吹襲香港，皇家香港天文台最後一次由八號風球直接改掛十號風球，亦為11年來首次的十號颱風信號，造成9死100傷，荷蘭貨輪「芝萬捷」號於魔鬼山海面擱淺。
- 10月12日，九龍彌敦道邵氏大厦7樓601室發生墮胎命案。[18]
- 11月6日，正街大火，4人喪生。
- 11月25日，荃灣大屋圍海灘發生情殺案
- 12月12日，大埔道巴士撞死2途人。
- 12月19日，何文田樂道堂健康院主席林紹明於寓所被殺。[19]

## 出生人物
- 5月13日—林鄭月娥，香港第5任行政長官。
- 10月13日—余綺霞，已故TVB藝人（1993年10月15日逝世）。
- 12月7日—李家超，香港第6任行政長官。
- （日期不詳）—郭立椿，已故著名復康專家，為全港首批入讀大學的傷殘人士（2021年2月2日逝世）。